# Guégon
Guégon, Gallo: Djégon, Bretons: Gwegon, is een gemeente in het Franse departement Morbihan (regio Bretagne). De plaats maakt deel uit van het arrondissement Pontivy. De gemeente telde 2.308 inwoners op 1 januari 2022.

## Geografie
De oppervlakte van Guégon bedroeg op 1 januari 2022 53,52 vierkante kilometer; de bevolkingsdichtheid was toen 43,1 inwoners per km².

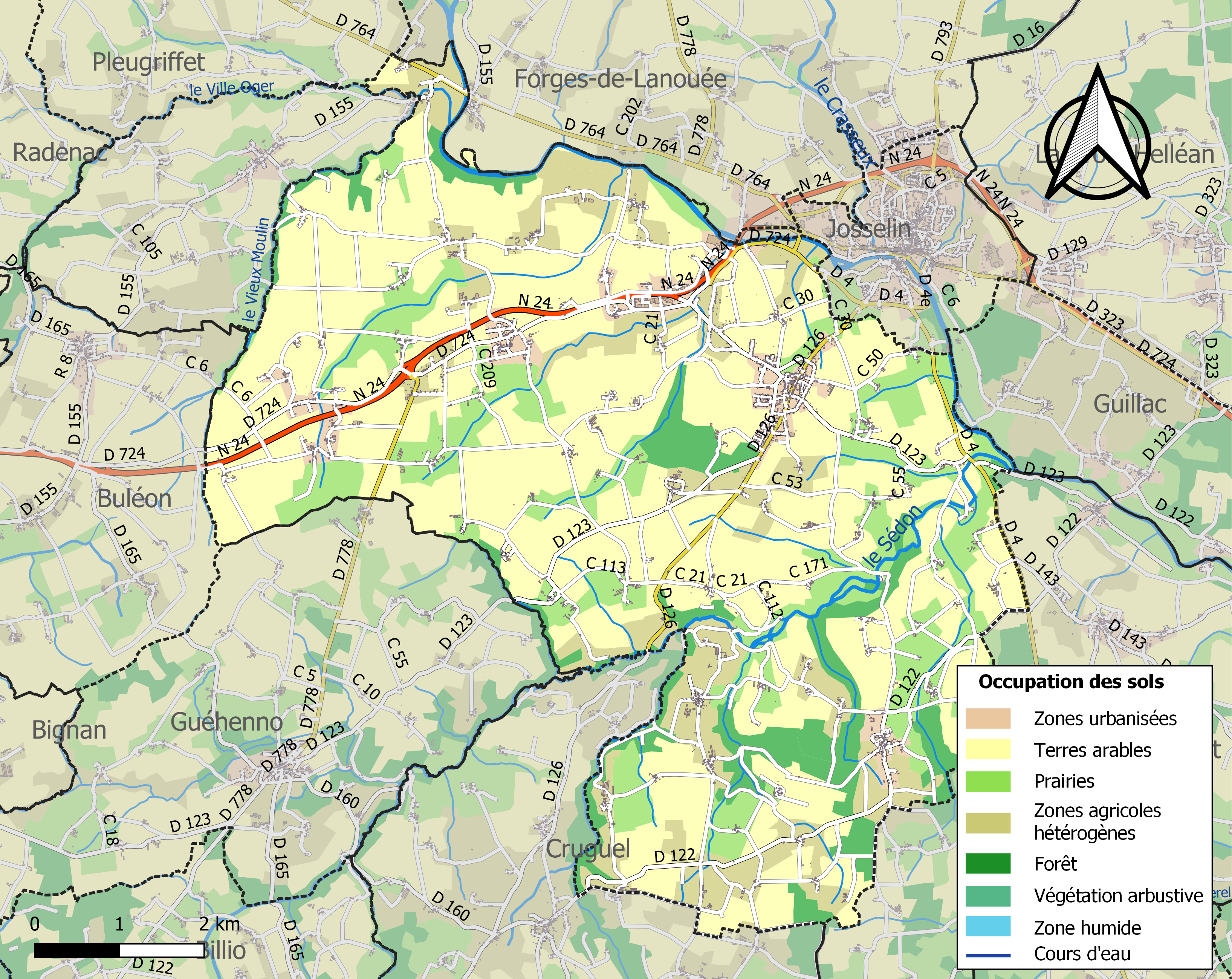
Kaart van de gemeente met de belangrijkste infrastructuur, bodemgebruik en omliggende gemeenten

## Demografie
Onderstaande figuur toont het verloop van het inwonertal, bron: INSEE-tellingen. 